# Мазовецкое княжество
Мазове́цкое кня́жество (пол. Księstwo Mazowieckie) — удельное княжество мазовшан (мазур), со столицей в Плоцке (с 1207 года, столица отдельного княжества), образовавшееся в 1138 году в результате наследственного раздела польского государства по завещанию Болеслава III Кривоустого и просуществовавшее до 1526 года, когда оно было реинкорпорировано в состав Королевства Польского.

## История
Княжество образовалось в 1138 году, когда после смерти Болеслава III Кривоустого государство было разделено между его сыновьями: старший Владислав получал Силезию, второй сын Болеслав — Мазовию и восточную Куявию, Мешко — большую часть Великой Польши с Познанью, а младший Генрих — Сандомир и Люблин. 
Остальная часть государства (Краковская земля, Серадзко-ленчицкая земля, западная Куявия и восточная часть Великой Польши) должна была образовать особый удел, который бы передавался старшему князю из рода Пястов. Таким образом, формировалась система сеньората: Польша дробилась на отдельные княжества, номинально подчиняющиеся старшему в роде князю, который получал титул великого князя краковского и, в дополнение к своим наследственным землям, центральный удел. Ему также должно было непосредственно подчиняться Поморье. Великий князь краковский должен был отвечать за внешнюю политику польских земель, заниматься организацией обороны страны и церковными вопросами.
Таким образом, первым князем мазовецким стал Болеслав Кудрявый, тогда как принцепсом (верховным князем) Польши стал его старший брат Владислав. Стремясь объединить польские земли под своим началом, Владислав начал междоусобную борьбу против братьев, захватил Мазовию, однако в результате консолидации его противников, в том числе архиепископа гнезненского Якуба из Жнина, был разбит и вынужден покинуть пределы Польши. Новым принцепсом при поддержке знати стал Болеслав, остававшийся верховным князем Польши и одновременно князем мазовецким вплоть до своей смерти в 1173 году.
После смерти Болеслава князем мазовецким стал его единственный выживший сын Лешек, матерью которого была Верхуслава, дочь новгородского князя Всеволода. Ввиду малолетства Лешека княжеством мазовецким управлял Казимир II, младший из братьев Болеслава. Старший же, Мешко III, стал принцепсом, однако из-за недовольства знати его правлением в 1177 году титул перешёл Казимиру II. Несмотря на то, что с 1177 года Лешек правил своим уделом самостоятельно, согласно Викентию Кадлубку, он был немощен, а реальное руководство княжеством осуществлял магнат Жирон, действовавший в интересах Казимира II. По неизвестным причинам в 1184 году Лешек поддержал Мешко III и назначил его сына, которого также звали Мешко, управителем княжества. Тем не менее, в 1185 году Лешек вновь поменял вектор внешней политики и признал наследником своих владений Казимира II. 
После смерти Лешека в 1186 году князем мазовецким стал Казимир II, однако Мешко III сумел захватить принадлежавшую мазовецкому княжеству Куявию, князем которой был признан его сын Болеслав. В 1194 году скончался Казимир II, после чего князем мазовецким стал его младший сын Конрад, в 1205 году также ставший князем куявским. В том же году армия Конрада и его старшего брата Лешека Белого одержала победу над войском галицко-волынского князя Романа Мстиславича в битве при Завихосте. Желая расширить свой домен, Конрад предпринял ряд попыток захватить Пруссию и Хелминскую землю, окончившихся неудачей. Страдая от набегов пруссов, в 1226 году Конрад пригласил в Пруссию Тевтонский орден, даровав ему Хелминскую землю. В 1228 году Конрад основал рыцарский Добринский орден, также направленный на борьбу с пруссами, действовавший, однако, неудачно и вскоре поглощённый Тевтонским орденом. В 1233 году Конрад передал Куявию в удел своему второму сыну Казимиру, а Мазовию старшему сыну Болеславу. Конрад скончался в 1247 году, а через год умер и Болеслав — князем мазовецким стал третий сын Конрада Земовит.

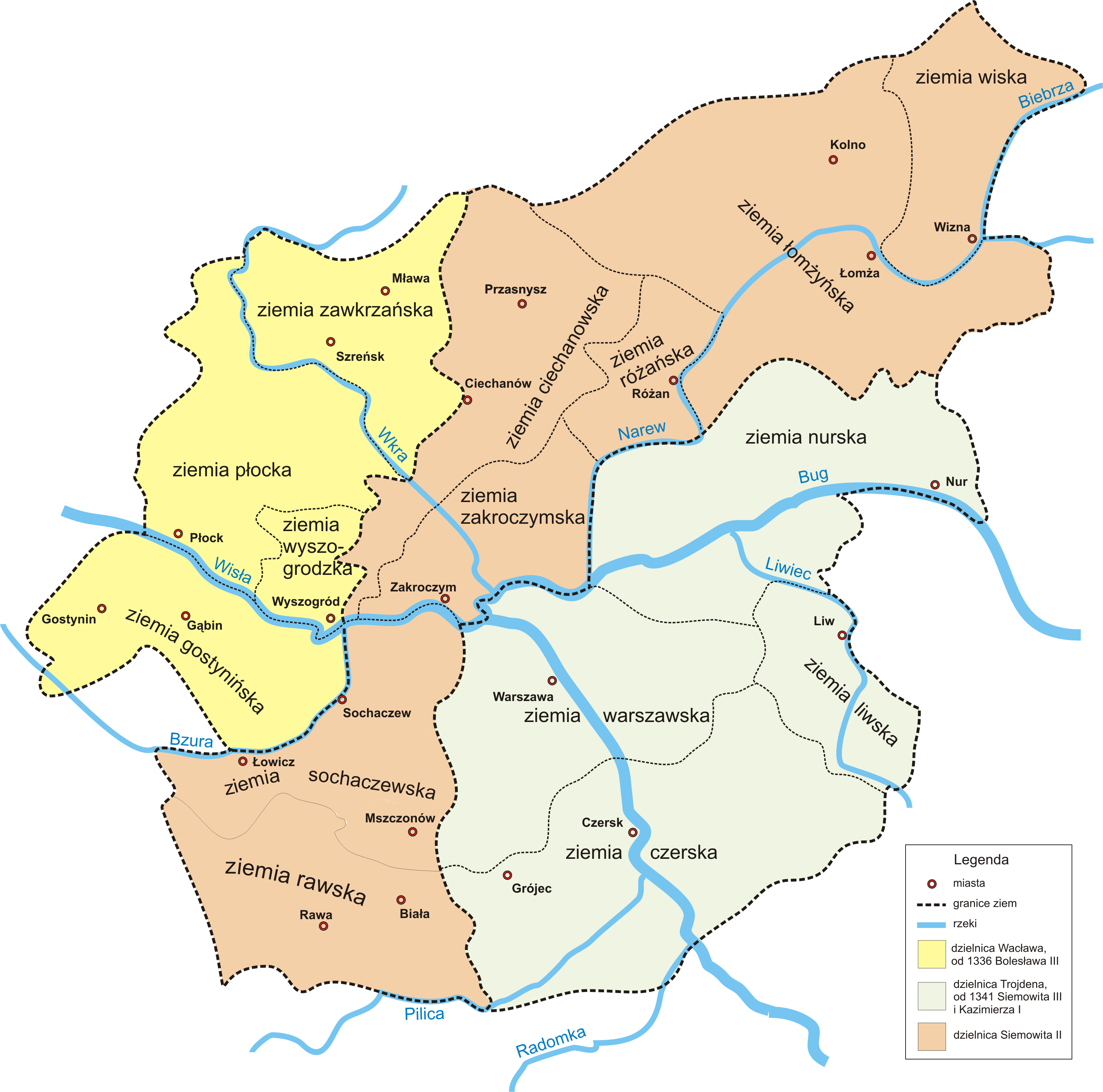
Раздел 1313 года:
Владения Венцеслава
Владения Земовита II
Владения Тройдена I

В 1262 году Земовит был убит во время крупного похода в Мазовию Великого княжества Литовского. Столица княжества — Плоцк — была сожжена, так что занявшему мазовецкий стол сыну Земовита Конраду II пришлось перенести резиденцию в Черск. Конрад и его младший брат Болеслав II вступили в затяжную борьбу за краковский стол с князьями куявскими и силезскими Пястами. Когда в 1295 году Пшемысл II из великопольской ветви Пястов был коронован как король польский, Мазовецкое княжество осталось независимым. После смерти Болеслава II в 1313 году оно было разделено между его сыновьями: Земовит II стал князем равским (до 1345), Тройден І — черским (до 1341), Вацлав — плоцким (до 1336). Вацлаву наследовал его сын Болеслав III, после смерти которого в 1351 году Мазовецкое княжество было объединено под властью сына Тройдена Земовита III и стало вассалом Королевства Польского. Город Плоцк, в 1351 году был продан дочерью мазовецкого князя Земовита польской короне за 20 000 червонцев.

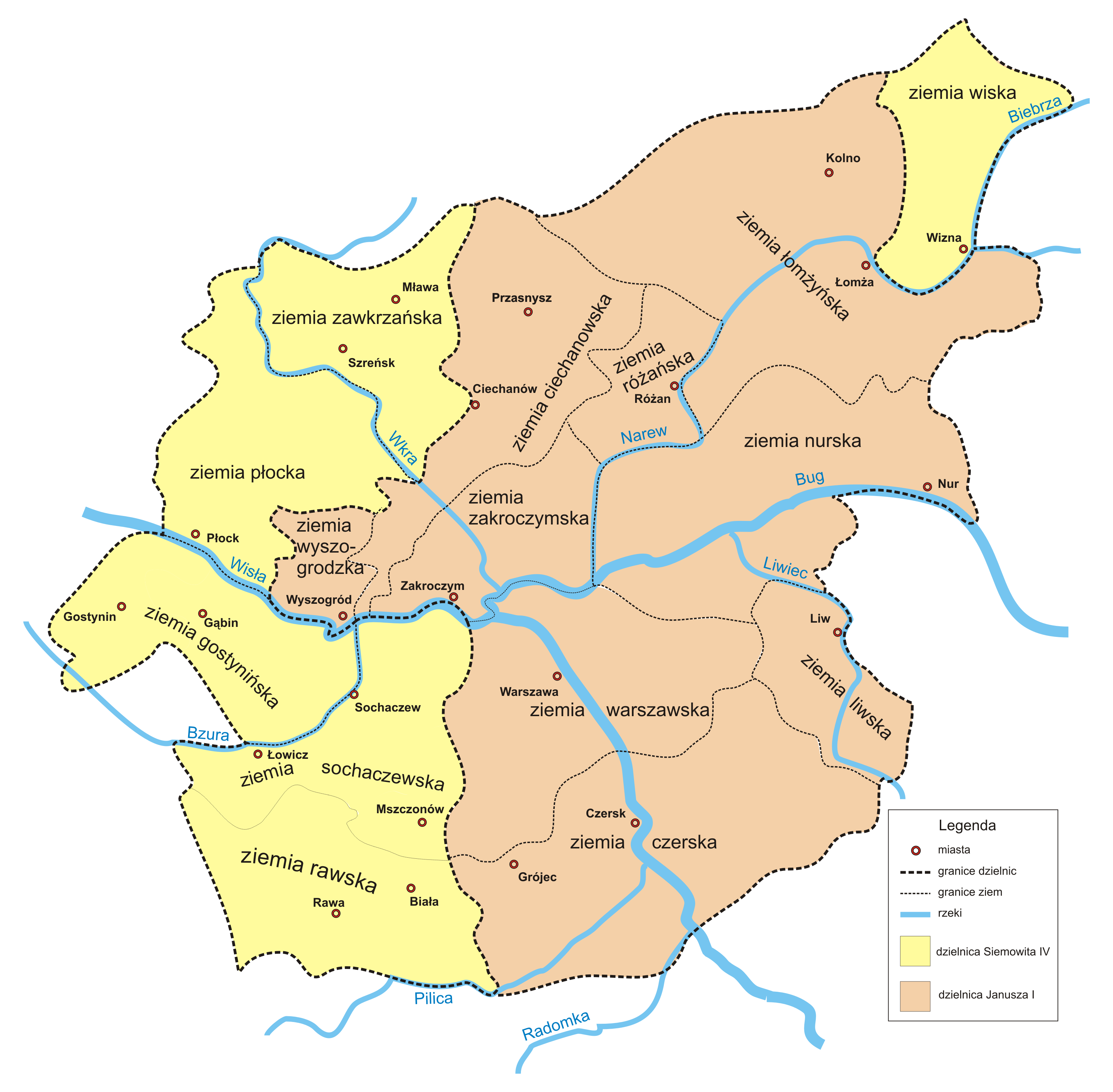
Раздел 1381 года:
Владения Земовита IV
Владения Януша I

Смерть Земовита III в 1381 году вновь привела к разделу княжества. Старший сын Земовита Януш I получил Черск и Варшаву (последняя и стала резиденцией князя), младший Земовит IV — Раву и Плоцк. Ввиду пресечения старшей линии династии Пястов, князья мазовецкие претендовали на польский трон, однако добиться его так и не смогли. После избрания королём великого князя литовского Ягайло и объединения Королевства Польского и Великого княжества Литовского на условиях Кревской унии Мазовия оказалась окружена владениями Ягеллонов и была вынуждена поддерживать своего сюзерена, в том числе и участвовать на стороне польско-литовского союза в Великой войне с Тевтонским орденом. Ещё до этого, в 1391 году, Януш I воспользовался гражданской войной в Великом княжестве Литовском и захватил Подляшье с Дорогичином, впрочем, вскоре, в 1443 году, возвращённое великим князем литовским. С 1388 до 1462 года мазовецкие Пясты также правили вассальным Белзским княжеством.
В 1462 году скончались последние князья плоцкие и равские Владислав II и Земовит VI, внуки Земовита IV. Их владения отошли польской короне и были преобразованы в Равское и Плоцкое воеводства. В 1495 году внук Януша I Конрад III Рыжий объединил все оставшиеся мазовецкие земли под своим контролем. Тем не менее, его сын Януш III не оставил потомков, и Мазовецкое княжество было включено в состав Королевства Польского как Мазовецкое воеводство.